# Kościół cmentarny Matki Boskiej i św. Andrzeja w Popielowie
Kościół Matki Boskiej i św. Andrzeja – rzymskokatolicki kościół filialny w Popielowie. Świątynia należy do parafii NMP Królowej Aniołów w Popielowie w dekanacie Siołkowice, diecezji opolskiej. 10 czerwca 1954 roku, pod numerem 110/54, obiekt został wpisany do rejestru zabytków województwa opolskiego (wypisany z rejestru).

## Historia i architektura kościoła

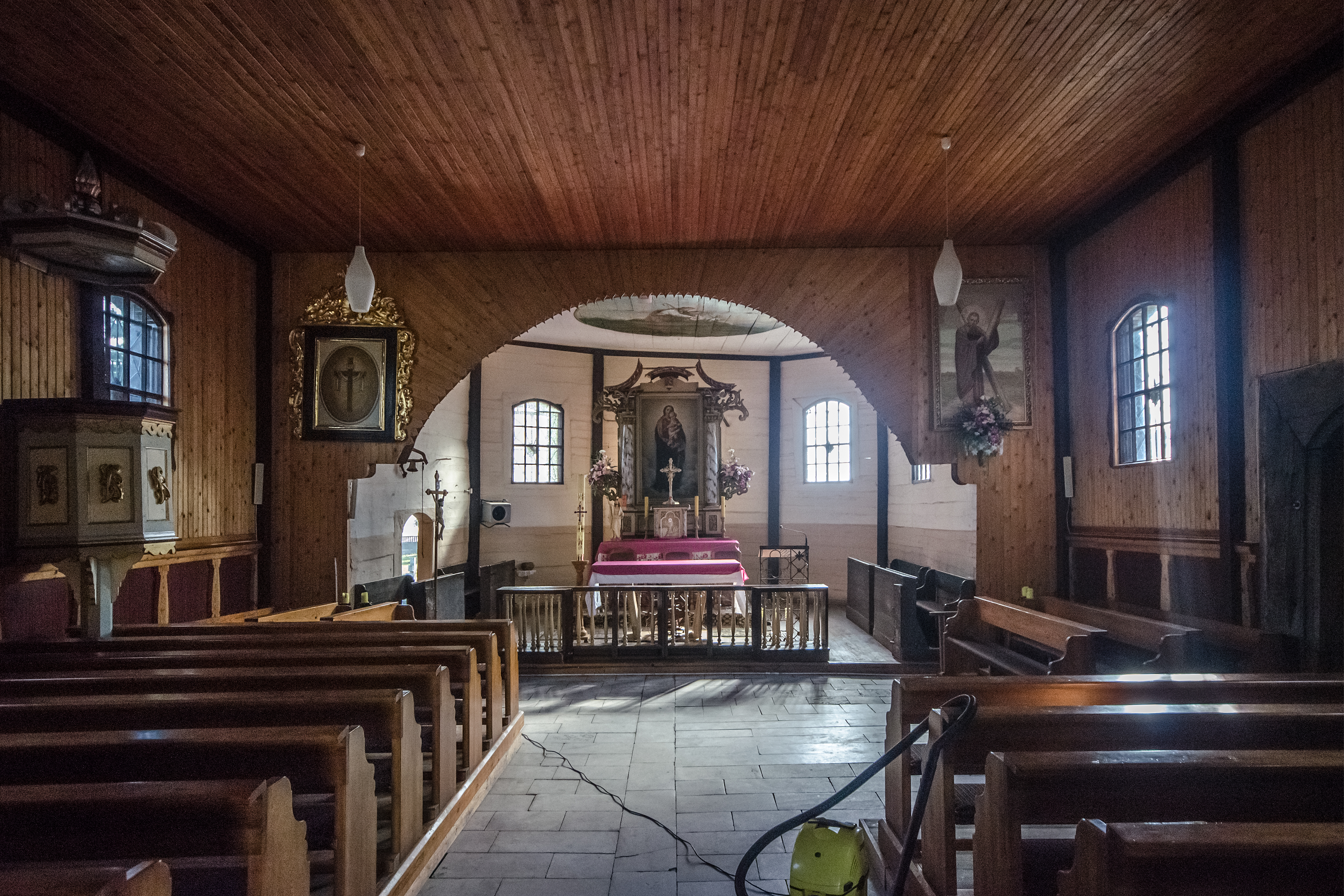
Wnętrze świątyni

Kościół wybudowany został w 1654 roku. W 1889 roku przeniesiony został na miejscowy cmentarz. Jest to budowla o konstrukcji zrębowej wzmocnionej słupowo, orientowany, jednonawowy, z węższym i niższym prezbiterium zamkniętym trójbocznie. Ściany nawy i zakrystii szalowane są deskami. Dach pokryty jest gontem. Otwory okienne zamknięto odcinkowo. Chór wsparty na ośmiu słupach. Ołtarz główny, ambona i prospekt organowy wykonano w stylu barokowym w II poł. XVII wieku. Na ścianach widoczna jest polichromia.
Stacje drogi krzyżowej pochodzą z przełomu XVIII i XIX wieku.